# Lujo
Il Lujo [ˈluːjo] è un torrente della provincia di Bergamo. Nasce dal Colle Gallo, nelle Alpi Orobie, in territorio di Albino, al confine con Gaverina Terme. Confluisce dopo 5,5 km da sinistra nel Serio ad Albino, in Val Seriana e scorre interamente nel comune di Albino, bagnando le frazioni Casale, Dossello, Abbazia, Fiobbio e Vall'Alta, situate nella Valle del Lujo, che prende il nome da questo corso d'acqua.